# Erodium oxyrhinchum
Erodium oxyrhinchum là một loài thực vật có hoa trong họ Mỏ hạc. Loài này được M.Bieb. mô tả khoa học đầu tiên năm 1808.